# 鉄人 (アコースティックユニット)
鉄人（てつじん）は、日本のアコースティックヘヴィメタルユニット。ライブでは自身らの所属するバンドの楽曲だけでなく、METALLICAや日本の昭和歌謡曲など幅広いジャンルで他アーティストのカバーを演奏する。

## 略歴
2018年7月1日　高野哲が自身の単独行動としてわかんたんか（岩手県盛岡市）でライブを行った際、照井仁が演奏に参加したことをきっかけに結成。
2019年9月28日　中津川 THE SOLAR BUDOKAN　(village of illusion)に出演。
2020年4月13日　YouTubeへ進出。
2020年10月、THE BLACK COMET CLUB BANDのツアーの道中、運命的な出会いをしたメタルギターをそれ以降ステージで使用している。
2021年2月からの鉄人ツアーに向け、新しいメタルギターを購入。
2021年2月13日 高野哲単独行動 secret special guestとして鉄人が出演。そのステージ上で、その時点で決定していた最後の出演イベントである2月28日下北沢Flowers LOFTの公演を以って解散すると高野哲から突然発表があった。
コロナ禍以前より鉄人は活動しているが、緊急事態宣言時のYouTuberデビューをはじめ、2020年のコロナ禍を象徴しており、解散すると語られた。
なお名古屋公演にて、店内黒板にて解散に対するファンの意見を終演後に正の字で集計しており、当然解散してほしくないという意見が大多数であった。
解散発表後の2021年2月27日調布GINZ公演前に神田商会にてスタッズ付のギターストラップを購入し使用している。
当初の宣言通り、2021年2月28日の下北沢Flower's LOFT公演にて解散。
だが、その後すぐに東名阪ツアーを回るなどしており再結成を繰り返している。

## メンバー
- 高野哲（ボーカル、アコースティックギター） - nil, THE BLACK COMET CLUB BAND, THE JUNEJULYAUGUST,ZIGZO
- 照井仁（ドラム、カホン、ボーカル） - PULLING TEETH, THE BLACK COMET CLUB BAND

### サポートメンバー
- 佐藤統（ピアノ、アコーディオン、ボーカル、サンバホイッスル、白州） - opening, MAOW, THE BLACK COMET CLUB BAND, THE JUNEJULYAUGUST
- 松本哲也（ボーカル、アコースティックギター）

## 概要
- 高野哲だけでなく照井仁もボーカルを務め、美しいハーモニーと掛け合いがその魅力の一つである。狩人「あずさ2号」では特に照井の美声が響き渡る。
- カホンとアコースティックギターによるMETALLICA「Master of Puppets」は見る者を魅了する。
- ライブイベント名は「鉄人現る！Vol.XX」とされている。
- 東京だけでなく、照井仁の地元である盛岡でライブが行われることが多い。
- 衣装の「鉄人」前掛けは、わかんたんか店主から2019年12月にサプライズで贈られた物。[2]「鉄人」の文字は照井仁の直筆。
- 2020年4月11日よりオフィシャルYouTubeで「HOME SWEET HOME」と銘打った多重録音の高野哲弾き語り動画毎日更新！が始まり、同年4月13日より不定期で鉄人も参加している。

- 同年5月3日には、わかんたんか主催でオンラインライブTHE GREAT SPIRITSへ出演。高野哲も照井仁も初の試みであった。2人の音をリアルタイムに合わせるのは難しい為、鉄人パートではあらかじめ撮影したものを放送し、曲解説や撮影時のエピソードを披露した。
- 同年5月10日には、早くも第2回 THE GREAT SPIRITSが開催。
- 発足当初より幅広いジャンルの楽曲を披露しているが、徐々にメタルとのマッシュアップがされた作品が増えてきている。

他、代表曲
- 吉幾三「俺ら東京さ行ぐだ」を大胆にアレンジした「OK！Let's go to the Tokyo！」
- 和田アキ子「古い日記」　※観客が好きなタイミングで「ハッ！」という掛け声を入れても良いとされている。
- 西城秀樹「傷だらけのローラ」　※激しいコール＆レスポンスが求められる
- 中島みゆき「糸」　※他曲でどれだけふざけていても、全てを帳消しにできるほどの高野の歌力が響き渡る。

## 主な活動場所
- わかんたんか（岩手県盛岡市）
- 湯島Bravo（東京都台東区）
- ムジカジャポニカ（大阪府大阪市）